# Der Regenmacher (Roman)
Der Regenmacher ist ein Roman des US-amerikanischen Autors John Grisham. Veröffentlicht wurde das Buch unter dem Originaltitel The Rainmaker in den USA erstmals 1995. Die deutsche Übersetzung von Christel Wiemken erschien 1997 im Hoffmann & Campe-Verlag. Anders als in seinen vorherigen Büchern erzählt Grisham die Geschichte aus der Sicht seiner Hauptfigur, so dass der Leser nie mehr weiß als diese.

## Inhalt
Rudy Baylor ist ein Jurastudent im letzten Semester an der Memphis State Law School, der sich sein Studium durch Gelegenheitsjobs finanziert. Während der Vorbereitung auf das Anwaltsexamen ist er auf der Suche nach einem Job in einer der großen Anwaltskanzleien in Memphis. Gern wäre er einer dieser Anwälte, die eine große Menge solventer Mandanten für die Firma anziehen, ein sogenannter Regenmacher, der dafür sorgt, dass möglichst viel Geld über die Klienten und die Kanzlei „regnet“. Da er seine Miete nicht zahlen kann und Verbindlichkeiten beim Stromlieferanten hat, wird er aus seiner Wohnung geworfen. Zudem hat ihn kurz zuvor seine Freundin verlassen, nachdem er – in der Aussicht auf den Job – teuren Schmuck als Weihnachtsgeschenk gekauft hat, der ihm aber anschließend bei einem Einbruch in seine Wohnung gestohlen wurde, was seine finanziellen Probleme weiter erhöht hat.
Während eines Seminars über die juristischen Probleme älterer Menschen, bei dem er und drei seiner Kommilitonen kostenlose Rechtsberatung in einem Seniorenzentrum geben, lernt er Miss Birdie und die Familie Black kennen. Miss Birdie ist eine ältere Dame und die gute Seele des Seniorenzentrums. Sie möchte, dass er ihr Testament ändert, in dem sie zuvor ihre Söhne und Enkel mit hohen Summen bedacht hat, die sich aber seit Jahren nicht mehr um sie kümmern. Später überredet Rudy sie, ihm eine auf ihrem Grundstück liegende Wohnung zu vermieten, wobei er sich verpflichtet, ihr bei der Gartenarbeit zu helfen. Donny Ray, Sohn der Familie Black, ist an Leukämie erkrankt und wird sterben, weil sich die Versicherung weigert, die Kosten für die lebensrettende Knochenmarkstransplantation zu übernehmen, für die sein Zwillingsbruder Ron der ideale Spender ist. Rudy erlebt hautnah, wie die Unversicherten in der amerikanischen Gesellschaft sterben. In einer Gesellschaft voll reicher Ärzte, mit Krankenhäusern, die über moderne medizinische Gerätschaften verfügen, sowie einer Vielzahl von Nobelpreisträgern in aller Welt erkennt Rudy empört, dass trotzdem jemand wie Donny Ray dahinsiechen und ohne angemessene ärztliche Behandlung sterben müsste. 
Da Rudy den zugesagten Job in einer kleineren Sozietät verliert, bevor er ihn antreten konnte, als diese von einer größeren übernommen wird, macht er sich verzweifelt auf die Suche nach neuer Arbeit. Nach vielen Absagen kann er mit dem Angebot, der Kanzlei den Fall der Familie Black zu überlassen, eine Stelle als Hilfskraft in einer größeren Kanzlei erhalten, muss aber nach kurzer Zeit feststellen, dass diese zwar den Fall an sich gerissen hat, ihn aber nicht anstellen wird. Als das Gebäude der Kanzlei kurz nach dieser Nachricht abbrennt, wobei ein Wachmann ums Leben kommt, mit dem Rudy kurz vor dem Brand eine Auseinandersetzung hatte, steht er unter dem Verdacht der Brandstiftung. Von dem zwielichtigen Barbesitzer Prince Thomas, in dessen Bar er seit Jahren jobbt, wird er an dessen skrupellosen, aber erfolgreichen Anwalt J. Lyman „Bruiser“ Stone vermittelt, der ihm die Möglichkeit anbietet, in seine Anwaltskanzlei einzusteigen. Um sein Honorar zu verdienen, muss er potenziellen Mandanten im Krankenhaus auflauern, um sie in Schadensersatzprozessen zu vertreten. Dabei lernt er Deck Shifflet kennen, der bereits mehrmals durch das Jura-Examen gefallen ist, sich aber als Akquisitionstalent herausstellt. Allerdings ist auch diese Anstellung nur von kurzer Dauer, da Prince und Bruiser vom FBI gejagt werden und plötzlich untertauchen müssen. Mit ihrem Anteil am Honorar aus einem juristischen Vergleich machen sich Rudy und Deck kurzerhand selbständig, nachdem Rudy sein Examen bestanden hat, und stürzen sich auf den Fall der Familie Black. Allerdings hat Rudy noch nie vor einem Gericht und einer Jury argumentiert und sieht sich einem übermächtigen Gegner gegenüber. Die Versicherungsgesellschaft Great Benefit wird von einem großen Team von Anwälten vertreten, geleitet von Leo F. Drummond, der auch nicht davor zurückschreckt, das Telefon von Rudy zu verwanzen. Zudem ist der Richter ein alter Studienfreund Drummonds und nicht dafür bekannt, dass er Klagen gegen Versicherungsgesellschaften positiv gegenübersteht.
Als der Richter allerdings plötzlich verstirbt, wendet sich das Blatt. Der neue Richter sieht es eher als seine Aufgabe, kleinen Leuten zu ihrem Recht zu verhelfen, und unterstützt Rudy fortan, der zudem auf immer mehr Ungereimtheiten bei Great Benefit stößt.
Donny Ray stirbt vor Prozessbeginn. Schon bei der Auswahl der Jury macht sich Drummond bei den potentiellen Geschworenen unbeliebt, da er auf einen Trick von Rudy und Deck hereingefallen ist, die sich über das verwanzte Telefon „lobend“ über mögliche Jurymitglieder unterhalten haben, die sie nicht in der Jury haben möchten, da sie befürchten, dass diese eher zur Gegenseite tendieren. Während des Prozesses gelingt es Rudy, die Machenschaften von Great Benefit aufzudecken und zu beweisen, dass Great Benefit jeden Antrag von Versicherungsmitgliedern ablehnt in der Hoffnung, dass sich die Geschädigten keinen Anwalt und keinen Gerichtsprozess leisten können. Diese Machenschaften werden von einer früheren Mitarbeiterin der Versicherung bestätigt, die kurz vor ihrer Vernehmung als Zeugin von Great Benefit entlassen wurde und zunächst nicht auffindbar war, sich aber nach Prozessbeginn bei Rudy meldet, um sich als Zeugin zur Verfügung zu stellen. Der Prozess endet mit einem Urteil auf Schadensersatz in Höhe 200.000 Dollar und einer Strafe von 50 Millionen Dollar, von dem Rudy und Deck ein Drittel zustehen würde. Nach dem Urteil erklärt sich Great Benefit für insolvent. Infolge des Urteils klagten weitere Opfer gegen die Versicherung und zudem hatte sich die Muttergesellschaft mit ausländischen Währungen verspekuliert, so dass sich Great Benefit schließlich vollständig aus dem Geschäft zurückziehen muss. Für Dot Black spielt es aber letztlich keine Rolle, dass sie kein Geld erhalten wird, da sie für sich in Anspruch nimmt, durch ihre Klage die Gesellschaft in den Konkurs getrieben zu haben.
Während der Vorbereitungen auf sein Examen hatte Rudy in einem Krankenhaus Kelly Riker kennengelernt, eine junge Frau, die von ihrem Ehemann brutal zugerichtet worden war, aber aus Angst vor ihm mehrfach auf eine Anzeige verzichtete. Nachdem sie allerdings gegen Ende der Geschichte erneut von ihm verprügelt wurde, versteckt sich Kelly vor ihrem Mann Cliff in einem Frauenhaus, da Rudy ihr helfen will. Rudy, der sich in sie verliebt hat, überzeugt Kelly schließlich auch, sich von Cliff scheiden zu lassen. Bei dem Versuch, Kellys Sachen aus der gemeinsamen Wohnung zu holen, werden die beiden von Cliff überrascht. Cliff droht Rudy zu töten und greift nach einem Softballschläger. Es gelingt Rudy, dem angetrunkenen Cliff den Softballschläger zu entreißen und ihm damit auf den Schädel zu schlagen. Um Rudy zu schützen, schickt Kelly ihn fort, bevor Cliff stirbt, und ruft nach dessen Tod die Notrufnummer an. Da der Verdacht besteht, dass sie ihren Mann getötet hat, verbringt sie einen Tag im Gefängnis, bevor Rudy den Staatsanwalt davon überzeugen kann, aufgrund der Vorgeschichte die Anklage fallen zu lassen. In der Zwischenzeit hat Kelly von Cliffs rachsüchtiger Familie, Freunden oder Arbeitskollegen mehrere Morddrohungen erhalten, und auch auf Rudys Büro wird geschossen. 
Rudy und Kelly verlassen den Staat, um sich ein neues Leben aufzubauen. Rudy, enttäuscht von Recht und Gesetz, will als Lehrer arbeiten und Kelly will ihren Schulabschluss machen, um ein College zu besuchen.

## Verfilmung
1997 wurde das Buch unter der Regie von Francis Ford Coppola verfilmt. Die Hauptrolle im Film übernahm Matt Damon. Weitere Mitwirkende waren Danny DeVito als Deck und Jon Voight als Drummond.